# S. Z. Sakall
Szőke Szakáll (2 de febrero de 1883 – 12 de febrero de 1955), más conocido como S.Z. Sakall, fue un actor teatral y cinematográfico de carácter, de origen húngaro, intérprete de numerosos filmes, entre los cuales figuran In the Good Old Summertime, Lullaby of Broadway, Christmas in Connecticut, Tea for Two y Casablanca, cinta en la cual interpretaba al camarero Carl.
Sakall hizo múltiples papeles de reparto en musicales y comedias del Hollywood de los años 1940 y 1950. Su aspecto tierno hizo que el directivo del estudio, Jack Warner, le diera el apodo de "Cuddles". Warner incluso pidió que apareciera en los créditos de sus últimas películas con el nombre de S.Z. "Cuddles" Sakall, aunque al actor nunca le hizo feliz el nombre.

## Primeros años y carrera

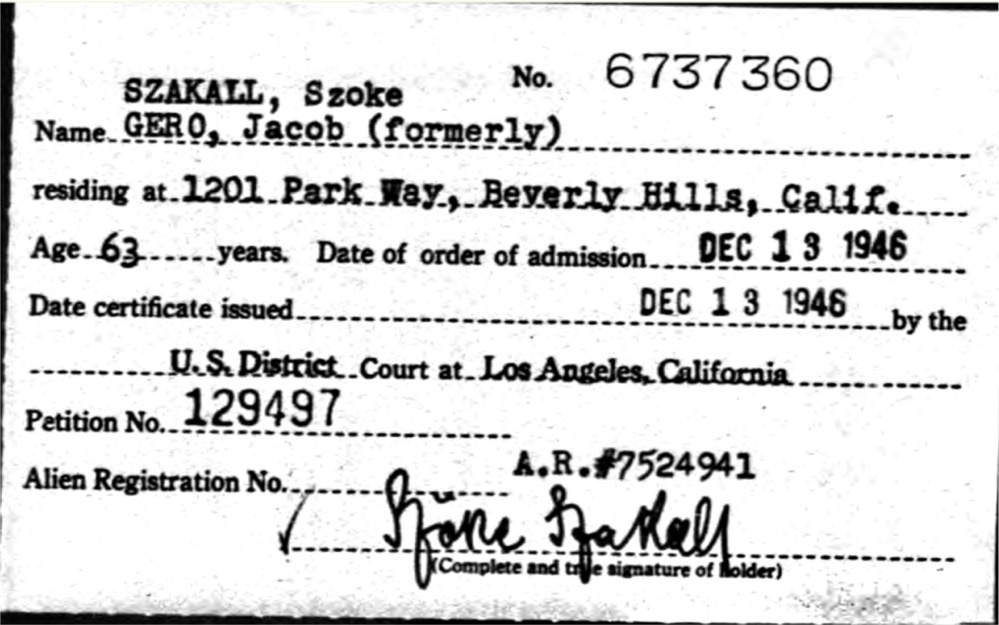
Registro del índice de naturalización de S.Z. Sakall en EE. UU.

Su verdadero nombre era Gerő Jenő, y nació en Budapest, Hungría, en el seno de una familia de origen judío. En sus años escolares escribió sketches para espectáculos de vodevil representados en Budapest, utilizando el nombre artístico de Szőke Szakáll ("barba rubia"), en referencia a su propia barba.
Sakall se convirtió en una estrella del teatro y el cine húngaro de los años 1910 y 1920. A principios de la década de 1920 se trasladó a Viena, donde actuó en el Kabarett Leopoldi-Wiesenthal de Hermann Leopoldi. En los años 1930 fue, junto a Hans Moser, el más importante actor del Wiener Film, el género cinematográfico de la comedia romántica vienesa, aunque también actuó en Berlín y Praga.
Entre las cintas en las que trabajó en esos años figuran Familientag im Hause Prellstein (1927), Ihre Majestät die Liebe (1929, versionada en Hollywood como Her Majesty Love, con W.C. Fields en el papel de Sakall) y Two Hearts in Waltz Time (1930). Además, y durante un breve tiempo, en ese tiempo dirigió también su propia compañía productora.
Cuando los Nazis alcanzaron el poder en Alemania en 1933, Sakall se vio forzado a volver a Hungría. De nuevo en su tierra, trabajó en más de 40 producciones. Sin embargo, cuando Hungría formó parte de El Eje en 1940, él emigró a Hollywood con su esposa. Muchos de los familiares cercanos de Sakall fallecieron en campos de concentración nazis, entre ellos sus tres hermanas y su sobrina, además del hermano y la hermana de su mujer.

## Años de la Segunda Guerra Mundial

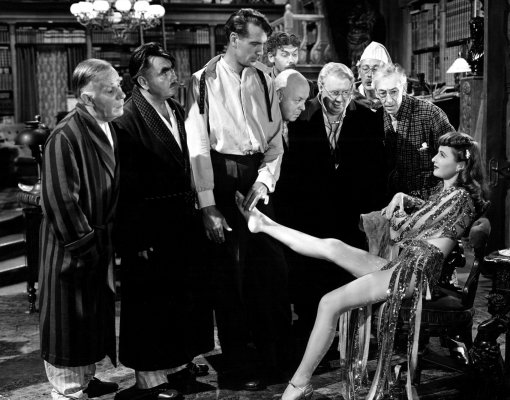
Bola de Fuego (Ball of Fire) fue el primer gran éxito de Szőke Szakáll en 1941

Sakall empezó una carrera que incluía "una sucesión interminable de excitables productores teatrales, adorables tíos europeos y tenderos perplejos." Su primer papel en Hollywood llegó con la comedia It's a Date (1940), con Deanna Durbin. El primer gran éxito de su carrera americana fue Bola de fuego (1941), con Gary Cooper y Barbara Stanwyck. Posteriormente firmó contrato con Warner Brothers, compañía para la que interpretó muchos otros pequeños papeles, en películas como Yanqui Dandy (1942), de James Cagney.
A finales de ese año, y ya con 59 años de edad, hizo el papel por el que es más recordado, el del camarero Carl en Casablanca (1942). El productor Hal B. Wallis contrató a Sakall para el papel tres semanas después de haber iniciado el rodaje. En total trabajó tres semanas en la película, apareciendo en pantalla más tiempo que el utilizado por Peter Lorre o Sydney Greenstreet.

## Últimos años de carrera
Sakall actuó en otras 30 películas más, entre ellas Christmas in Connecticut (1945), con Barbara Stanwyck y A wonder man (1945) dirigida por H. Bruce Humberstone, con Danny Kaye, Virginia Mayo y Vera-Ellen. Sakall participó en cuatro producciones estrenadas en 1948: el drama Embraceable You, April Showers, Romance on the High Seas (de Michael Curtiz, y debut de Doris Day en el cine), y Whiplash.
En 1949 trabajó en cuatro películas destacadas. Fue Felix Hofer en el segundo film de Doris Day, My Dream Is Yours. Después trabajó junto a June Haver y Ray Bolger en Look for the Silver Lining, fue Otto Oberkugen en In the Good Old Summertime, con Judy Garland y Van Johnson y, finalmente Sakall hizo el primer papel de Fred Fisher en Oh, You Beautiful Doll, actuando acompañado de June Haver.
Sakall actuó en nueve producciones más en la década de 1950, dos de ellas musicales con Doris Day, Tea for Two y Lullaby of Broadway. Otras cintas fueron Montana (1950, con Errol Flynn), The Daughter of Rosie O'Grady, el western Sugarfoot (con Randolph Scott), el musical Painting the Clouds with Sunshine (con Virginia Mayo), y uno de los episodios del film It's A Big Country (con Gene Kelly, Van Johnson, Gary Cooper, Janet Leigh, Fredric March y Ethel Barrymore). Su última película, rodada en 1954, fue The Student Prince.

## Vida privada
Tras un primer matrimonio en 1916 con Giza Grossner (fallecida en 1918), Sakall se casó en 1920 con Anne Kardos, con la cual en 1940 viajó a los Estados Unidos para huir de la persecución Nazi.
Nacionalizado estadounidense en 1946, S.Z. Sakall falleció a causa de un infarto agudo de miocardio en Hollywood, California, en 1955, al poco de rodar The Student Prince, diez días después de cumplir los 72 años de edad. Fue enterrado en el Cementerio Forest Lawn Memorial Park de Glendale, California.
En 1953 había publicado una autobiografía, The Story of Cuddles – My Life under the Emperor Francis Joseph, Adolph Hitler and the Warner Brothers.

## Filmografía
| - Az újszülött apa, de Eugen Illés (1916) - A dollárnéni, de Lajos Lázár (1917) - Wenn das Herz der Jugend spricht, de Fred Sauer (1926) - Da hält die Welt den Atem an, de Felix Basch (1927) - Der Himmel auf Erden, de Alfred Schirokauer y Reinhold Schünzel (1927) - Familientag im Hause Prellstein, de Hans Steinhoff (1927) - Mary Lou, de Frederic Zelnik (1928) - Rutschbahn, de Richard Eichberg (1928) - Großstadtschmetterling, de Richard Eichberg (1929) - Der fidele Bauer, de Franx Seitz (1929) - Wer wird denn weinen, wenn man auseinandergeht?, de Richard Eichberg (1928) - Zwei Herzen im Dreiviertel-Takt, de Géza von Bolváry (1930) - Zweimal Hochzeit, de Emmerich Wojtek Emo (1930) - Komm' zu mir zum Rendezvous, de Carl Boese (1930) - Susanne macht Ordnung, de Eugen Thiele (1930) - Der Hampelmann, de Emmerich Wojtek Emo (1930) - Roxi B bar, de Joe May (1931) - Kopfüber ins Glück, de Hans Steinhoff (1931) - Die Faschingsfee, de Hans Steinhoff (1931) - Ihr Junge, de Friedrich Feher (1931) - Valzerparadies, de Frederic Zelnik (1931) - Ich heirate meinen Mann, de Emmerich Wojtek Emo (1931) - Der Stumme von Portici, de Kurt Gerron (1931) - Der Zinker, de Martin Frič y Carl Lamac (1931) - Meine Cousine aus Warschau, de Carl Boese (1931) - Die Frau von der man spricht, de Victor Janson (1931) - Die schwebende Jungfrau, de Carl Boese (1931) - Der unbekannte Gast, de Emmerich Wojtek Emo (1931) - Besserer Herr gesucht zwecks..., de Carl Behr y Werner Hochbaum (1932) - Ahoi – Ahoi!, de Luis Domke (1932) - Streichquartett, de Richard Löwenbein (1932) - Mädchen zum Heiraten, de Wilhelm Thiele (1932) - Melodie der Liebe, de Georg Jacoby (1932) - Hein harmloser Fall, de Luis Domke (1932) - Ich will nicht wissen, wer du bist, de Géza von Bolváry (1932) - Gräfin Mariza, de Richard Oswald (1932) - Mein Name ist Lampe, de Karl Farkas (1932) - Glück über Nacht, de Max Neufeld (1932) - Tokajerglut, de Viktor Gertler (1933) - Eine Stadt steht kopf, de Gustaf Gründgens (1933) - Kaiserwalzer, de Frederic Zelnik (1933) - Eine Frau wie Du, de Carl Boese (1933) - Es war einmanl ein Musikus, de Frederic Zelnik (1933) - Muß man sich gleich scheiden lassen, de Hans Behrendt (1933) - Großfürstin Alexandra, de Wilhelm Thiele (1933) - Pardon, tévedtem, de Steve Sekely y Géza von Bolváry (1933) - Abenteuer am Lido, de Richard Oswald (1933) - Skandal in Budapest, de Steve Sekely y Géza von Bolváry (1933) - Frühlingsstimmen, de Pál Fejös (1933) - Az ellopott szerda, de Viktor Gertler (1933) - Mindent a nöért!, de Béla Gaál y Géza von Cziffra (1934) - Wenn du jung bist, gehört dir die Welt, de Henry Oebels-Oebström y Richard Oswald (1934) | - Helyet az öregeknek, de Béla Gaál (1934) - Ende schlecht, alles gut, de Fritz Schulz (1933) - Il diario di una donna amata, de Henry Koster (1935) - Bretter, die die Welt bedeuten, de Kurt Gerron (1935) - Viereinhalb Musketiere, de László Kardos (1935) - Tagebuch der Geliebten, de Henry Koster (1935) - Barátságos arcot kérek, de László Kardos (1936) - Fräulein Lilli, de Hans Behrendt y Robert Wohlmuth (1936) - Bubi, de Béla Gaál (1937) - The Lilac Domino, de Frederic Zelnik (1937) - It's a Date, de William A. Seiter (1940) - Florian, de Edwin L. Marin (1940) - My Love Come Back, de Curtis Bernhardt (1940) - Spring Parade, de Henry Koster (1940) - The Man Who Lost Himself, de Edward Ludwig (1941) - The Devil and Miss Jones, de Sam Wood (1941) - That Night in Rio, de Irving Cummings (1941) - Bola de fuego, de Howard Hawks (1941) - Broadway, de William A. Seiter (1942) - Yanqui Dandy, de Michael Curtiz (1942) - Seven Sweethearts, de Frank Borzage (1942) - Casablanca, de Michael Curtiz (1942) - Wintertime, de John Brahm (1943) - Thank Your Lucky Stars, de David Butler (1943) - Shine on Harvest Moon, de David Butler (1944) - Hollywood Canteen, de Delmer Daves (1944) - Wonder Man, de H. Bruce Humberstone (1945) - Christmas in Connecticut, de Peter Godfrey (1945) - The Dolly Sisters, de Irving Cummings (1945) - San Antonio, de David Butler (1945) - Cinderella Jones, de Busby Berkeley (1946) - Two Guys from Milwaukee, de David Butler (1946) - Never Say Goodbye, de James V. Kern (1946) - The Time, the Place and the Girl, de David Butler (1946) - Cynthia, de Robert Z. Leonard (1947) - April Showers, de James V. Kern (1948) - Romance on the High Seas, de Michael Curtiz (1948) - Embraceable You, de Felix Jacoves (1948) - Whiplash, de Lewis Seiler (1948) - My Dream Is Yours, de Michael Curtiz (1949) - Look for the Silver Lining, de David Butler (1949) - In the Old Good Summertime, de Robert Z. Leonard (1949) - Oh, You Beautiful Doll, de John M. Stahl (1949) - Montana, de Ray Enright (1950) - The Daughter of Rosie O'Grady, de David Butler (1950) - Tea for Two, de David Butler (1950) - Sugarfoot, de Edwin L. Marin (1951) - Lullaby of Broadway, de David Butler (1951) - Painting the Clouds with Sunshine, de David Butler (1951) - It's a Big Country, de Clarence Brown y Don Hartman (1951) - Small Town Girl, de László Kardos (1953) - The Ford Television Theatre: # 2.28 (1954), serie tv - The Student Prince, de Richard Thorpe y Curtis Bernhardt (1954) |